# Catedral de Valparaíso
La Catedral de Valparaíso es una iglesia catedralicia de culto católico, sede de la diócesis de Valparaíso, bajo la consagración de la Virgen del Carmen y el Espíritu Santo. Se encuentra en el plan de la ciudad, más concretamente en el barrio El Almendral, al costado oriente de la Plaza Victoria, entre la Avenida Pedro Montt y la calle Chacabuco.
Este templo también sirve de sede para la Parroquia del Espíritu Santo, que entre 1872 y 1972 se ubicó frente a la misma plaza pero por la calle Plaza Victoria, donde actualmente están el Edificio del Espíritu Santo y el Edificio Fermín Vivaceta.
En 2023, la Catedral de Valparaíso fue declarada Monumento Nacional de Chile, en la categoría de Monumento Histórico.

## Historia

### Antes de la catedral (1823-1909)
A inicios del siglo XIX, en el lugar donde actualmente se emplaza la Catedral se encontraba la casa del canónigo José Vicente Orrego, por la cual a la actual Plaza Victoria entre 1823 y 1841 se le llamó Plaza Orrego. Esta casa fue reemplazada por un edificio de dos pisos, que en 1869 fue comprada a Francisco Arriagada y Mercedes Herrera por Agustín Edwards Ossandón, para al año siguiente comenzar a construir un palacio verde de tres pisos, de cal y ladrillo con refuerzos metálicos, obra del arquitecto Juan Eduardo Fehrman. Tras el terremoto de 1906, sus daños estructurales, un incendio y la expropiación de franjas de terreno para ampliar las calles laterales obligaron a su demolición.

### Construcción

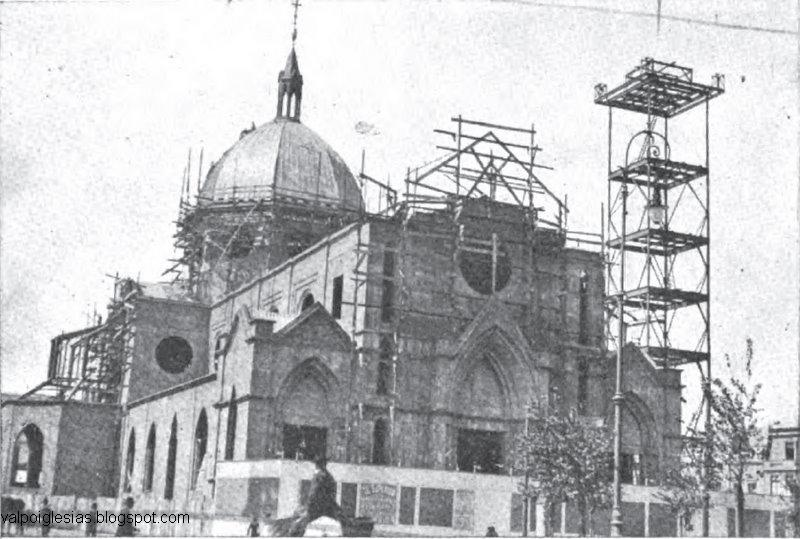
Construcción de la catedral, hacia 1913.

La Catedral inició sus obras en 1910, antes de la creación del obispado de Valparaíso, por iniciativa de Juana Ross Edwards y con el dinero dejado por su hijo, Agustín Edwards Ross (1852-1897), para la construcción de una iglesia bajo la advocación de la Virgen del Carmen. Fue diseñada por los arquitectos Ricardo Larraín Bravo y Alberto Cruz Montt y las obras estuvieron a cargo de Juan Tonkin. Tras la muerte de la benefactora en 1913, la construcción fue paralizada.
En 1925 se creó el obispado de Valparaíso. Al estar todavía la Catedral inconclusa, su primer obispo, Eduardo Gimpert Paut, debió funcionar provisoriamente en la Iglesia del Espíritu Santo, situada a solo unos metros de distancia.
Las obras se retomaron años más tarde, y la catedral se inauguró finalmente el 29 de enero de 1950.
Mientras tanto, en 1925 se creó el obispado, para el cual la Iglesia del Espíritu Santo funcionó como catedral provisoria, debido a que las obras aún no estaban finalizadas. En 1938 fueron reiniciados los trabajos. La nave lateral derecha fue bendecida en 1944 por el obispo Rafael Lira Infante. La ceremonia de consagración se realizó en enero de 1951.[cita requerida]

### Restauraciones y actualidad
El terremoto de Illapel de 1971 la dejó gravemente dañada, perdiendo su cúpula original, y el terremoto de Algarrobo de 1985 produjo nuevos daños. La cúpula fue reparada pero sin seguir fielmente el proyecto original.
El 20 de mayo de 2003, el edificio fue declarado Monumento Nacional de Chile, en la categoría de Monumento Histórico.

## Emplazamiento

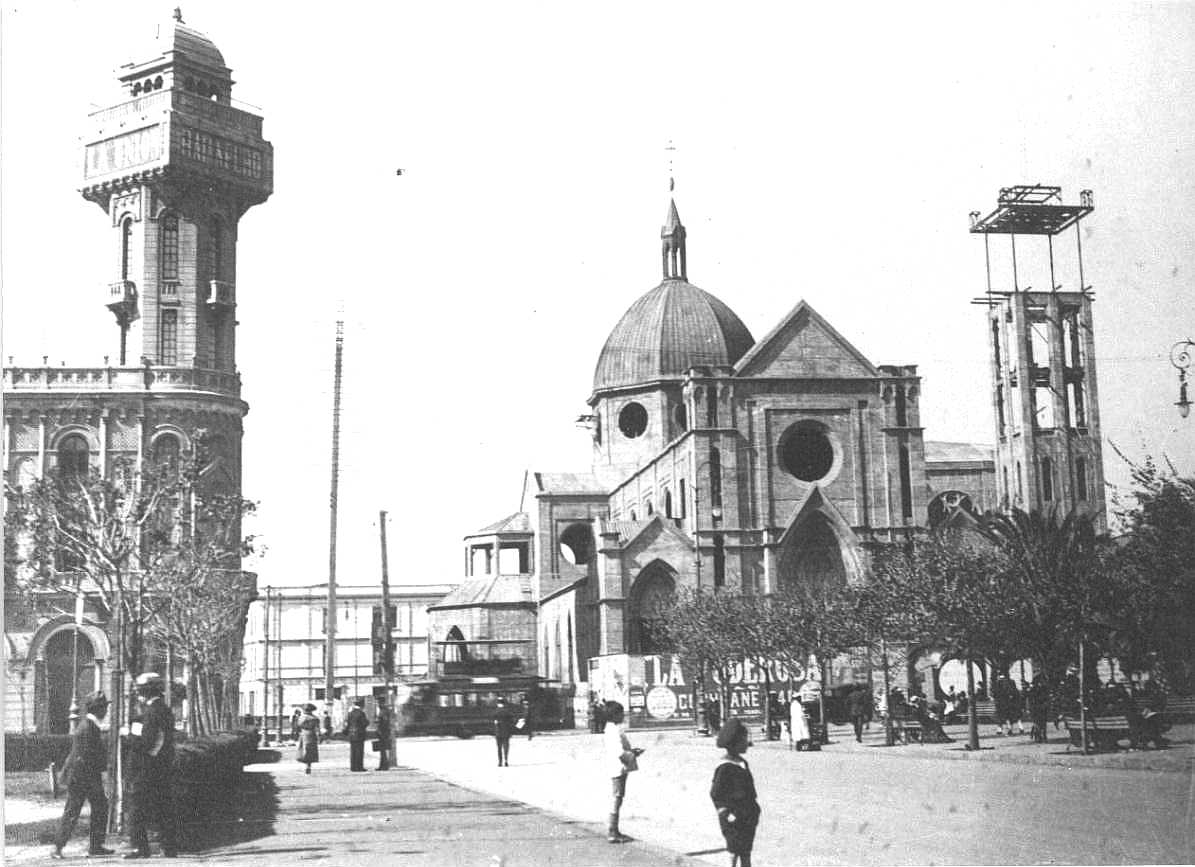
La Catedral, aún en construcción, y el edificio de La Unión, cuando aún conservaba su torre.

La Catedral de Valparaíso se ubica frente a la Plaza Victoria y al inicio de la Avenida Pedro Montt, marcando un hito en el centro administrativo y comercial de la ciudad. Su torre campanario se puede ver desde varias cuadras a la redonda, sirviendo como punto de referencia.

## Arquitectura

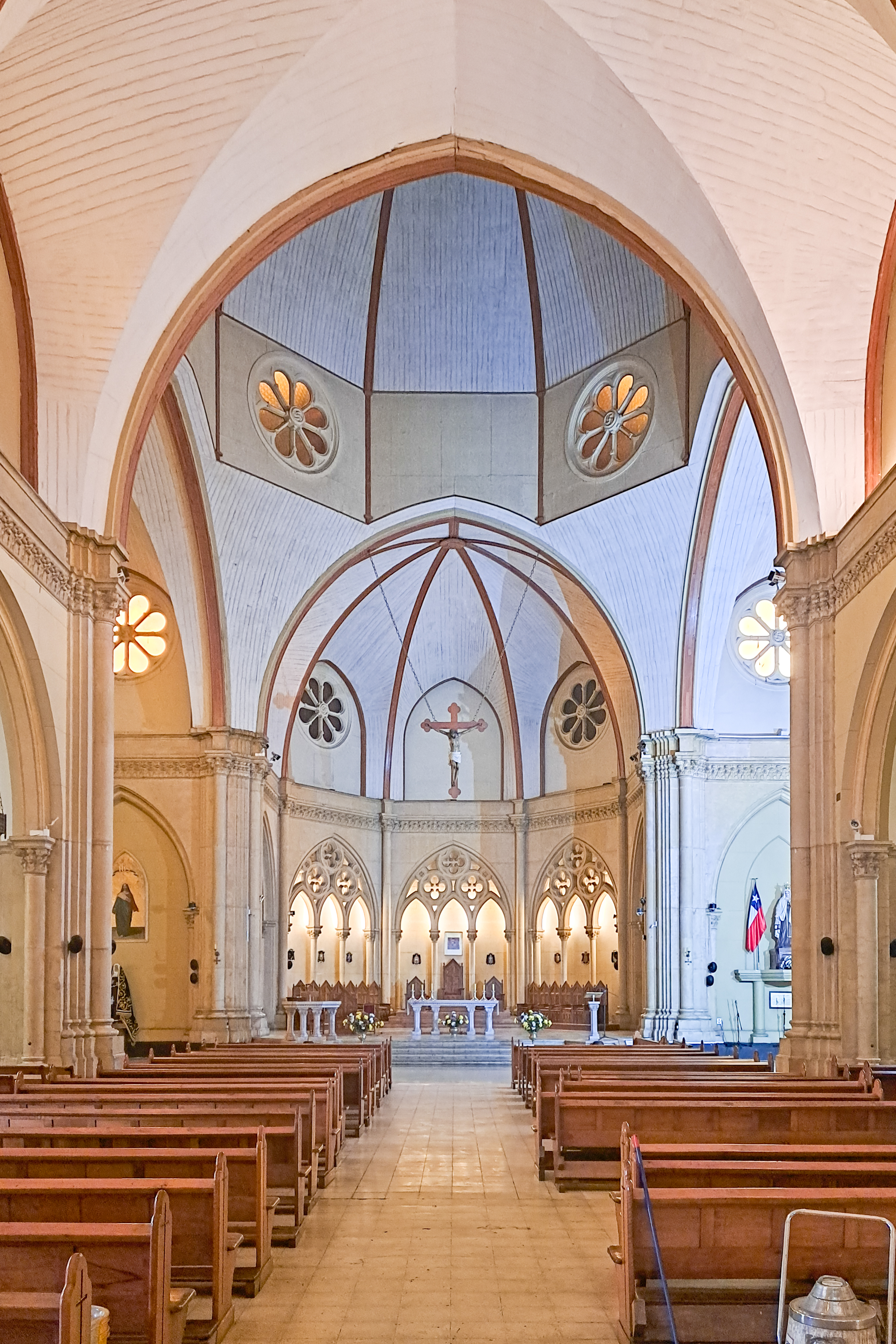
Interior de la catedral en 2023

Al haber sido diseñada después del terremoto de Valparaíso de 1906, posee una sólida estructura metálica con relleno de hormigón, y sus fundaciones de pilotes alcanzan gran profundidad.
Su estilo se basa en historicismo tardío, con influencias de la arquitectura moderna, equilibrando elementos neogóticos en sus fachadas y ornamentos interiores con la utilización de hormigón armado, lo que genera líneas simples y libertad volumétrica. Su planta tiene forma de cruz latina, con una nave central de triple altura y dos más bajas. Su cúpula está al nivel de crucero, y ademàs posee un baptisterio y una torre campanario de gran altura. En su subsuelo hay una cripta en la que están depositados los restos de los obispos porteños y, excepcionalmente Doña Juan Ross de Edwards y su esposo Don Agustin Edwards Ossandon.
Hacia el costado del edificio de Avenida Pedro Montt, se albergaban las oficinas administrativas, la sede episcopal y locales comerciales que otorgaban beneficios mediante su renta. Después del terremoto de 1985, debieron derribarse los 2 pisos superiores de esta construcción. La curia diocesana funciona actualmente en otro adificio, aledaño a la catedral, ubicado en calle Carrera.[cita requerida]

## Interior
En su interior se conserva el corazón del exministro del interior y de relaciones exteriores, Diego Portales, que fue retirado de su cuerpo en la Iglesia de la Matriz tras su asesinato, el 6 de junio de 1837, y que luego estuvo deambulando por el Cementerio N° 1 de Valparaíso, bóvedas del Banco Edwards y la Iglesia del Espíritu Santo.